# 趙在勉
趙 在勉（チョ・ジェミョン、朝鮮語: 조재면、1899年または1900年10月29日 - 没年不詳）は、大韓民国の政治家。扶安郡守、制憲韓国国会議員を歴任した。

## 経歴
全羅北道扶安郡出身。漢文修学を経て、井邑ヨンホ里公立普通学校、全州農業学校卒。営農生活を送って、光復後は扶安郡守、扶安中学校期成会長、独促国民会白山支部委員長、扶安金融組合長、制憲国会議員を務めた。
朝鮮戦争の際北朝鮮に拉致され、以後殺されたと見られる。